# Catachlorops umbratus
Catachlorops umbratus är en tvåvingeart som först beskrevs av James Stewart Hine 1920.  Catachlorops umbratus ingår i släktet Catachlorops och familjen bromsar. Inga underarter finns listade i Catalogue of Life.